# Felix Mendelssohn
För filosofen, se Moses Mendelssohn.

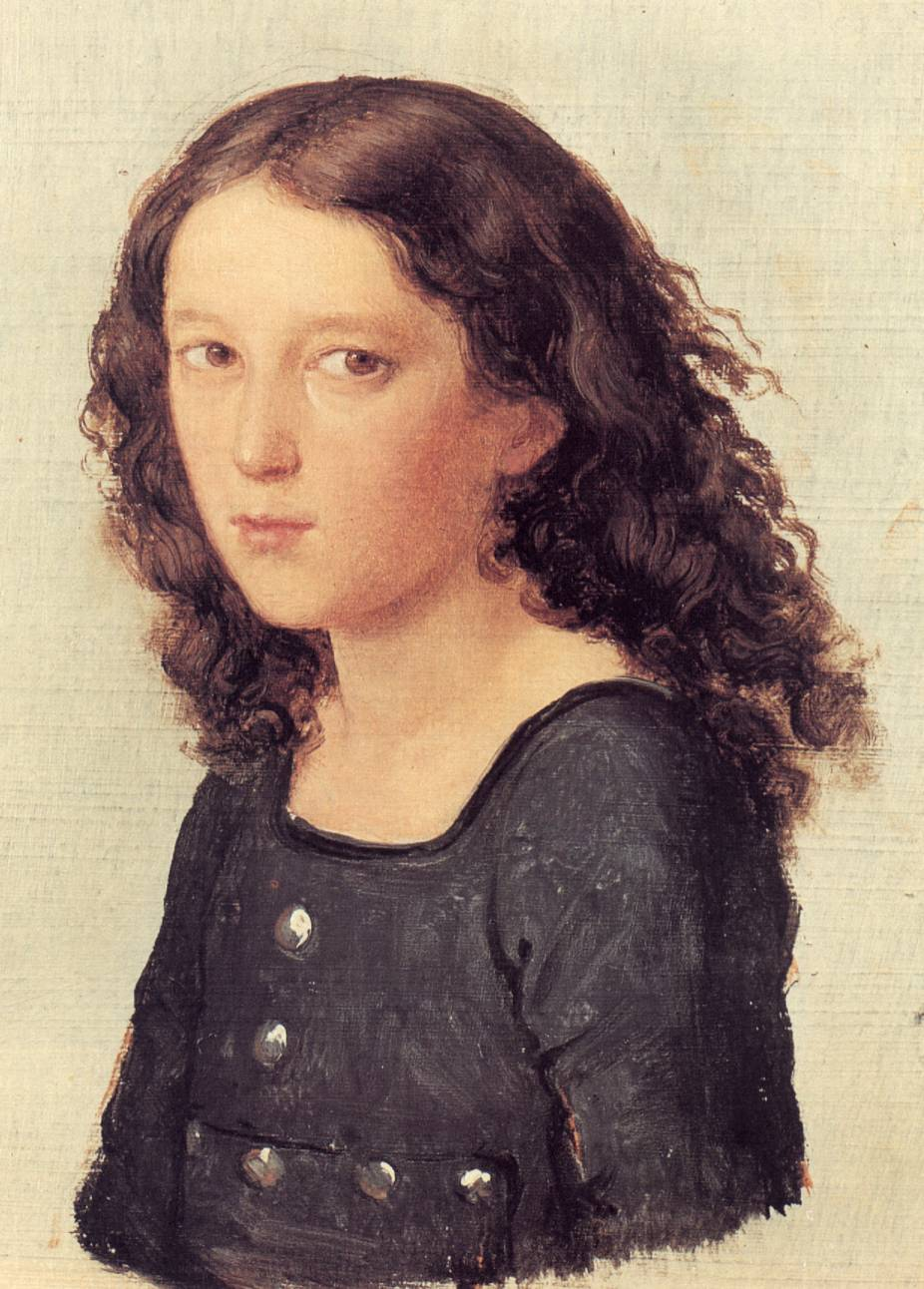
Mendelssohn vid 12 års ålder (1821), avmålad av Carl Joseph Begas

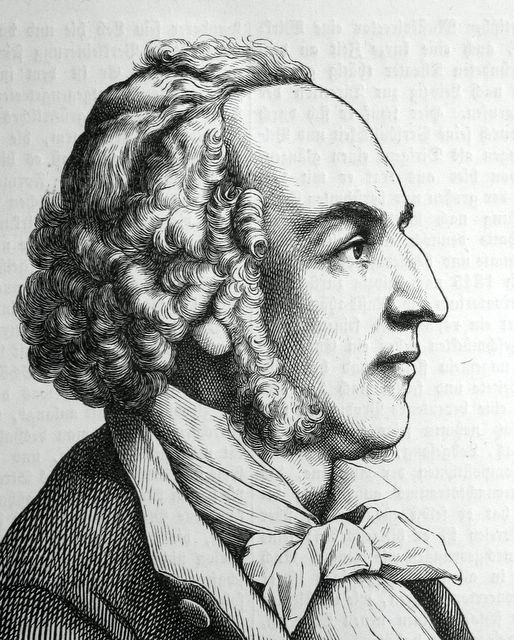
Postumt porträtt av Mendelssohn

Jakob Ludwig Felix Mendelssohn-Bartholdy (med eller utan bindestreck), född 3 februari 1809 i Hamburg, död 4 november 1847 i Leipzig, var en tysk kompositör och dirigent.

## Biografi
Felix Mendelssohn föddes 3 februari 1809 i Hamburg som son till Lea, född Salomon, och bankmannen Abraham Mendelssohn (son till den judiske filosofen Moses Mendelssohn). Då Felix var två år flyttade familjen till Berlin på grund av de politiska händelserna i Europa, och där skulle han leva under återstoden av sin barn- och ungdom. Den 21 mars 1816 döptes Felix och hans syskon Fanny, Rebecca och Paul, och konverterade därmed till kristendomen (protestantismen). De antog då det tyska efternamnet Bartholdy. Felix använde framgent båda efternamnen.
Systern Fanny Hensel var också en skicklig tonsättare och pianist och ett viktigt stöd och diskussionspartner för brodern. Hon övervägde att framträda offentligt som tonsättare, men faderns inställning och de rådande samhällsnormerna avseende kvinnlig yrkesutövning satte effektivt stopp för en professionell karriär. Felix gav ut en del sånger av henne under sitt namn, men medgav i mer privata sammanhang att de var av henne. Felix och Fanny kom att stå varandra mycket nära, och Fannys plötsliga död efter ett slaganfall i maj 1847 tog Felix mycket hårt och kan till och med ha påskyndat hans egen bortgång bara ett halvår senare. 
Felix var far till historikern Carl Wolfgang Paul Mendelssohn Bartholdy.
Mendelssohn började tidigt spela piano, och som tonsättare räknas han också till de brådmogna. Två av sina mest fullödiga verk, stråkoktetten och ouvertyren till En midsommarnattsdröm, skrev han vid 16 respektive 17 års ålder. Då hade han även komponerat flera pianoverk och sånger, ett tiotal stråksymfonier med mera. Tonåringen Mendelssohn skrev inte bara bra, utan personligt också.
Bland de viktigaste insatserna Mendelssohn gjorde som dirigent var att återuppväcka intresset för Johann Sebastian Bachs musik. Det var Mendelssohn som, knappt 20-årig, tog initiativet till att 1829 i Berlin, för första gången efter Bachs död, uppföra Matteuspassionen, "kristenhetens största musikverk", enligt honom själv. Han dirigerade även uruppförandet – 10 år efter tonsättarens död – av Franz Schuberts nionde symfoni i C-dur, som också kallas ”Den stora”.
Mendelssohn invaldes 1845 som ledamot av Kungliga Musikaliska Akademien. 
Han är begravd på Friedhöfe am Halleschen Tor i Berlin-Kreuzberg.

## Verk

### Instrumentalmusik

#### Orkesterverk

##### Symfonier
- 13 Stråksinfonior (1821-1823) (nr 8 i en andra version med blåsare)
- Symfoni nr 1 c-moll op. 11 (1824)
- Symfoni nr 2 B-dur (Symfoni-kantat Lobgesang) op. 52 (1840)
- Symfoni nr 3 a-moll (Den skotska) op. 56 (1829–32, 1841–42)
- Symfoni nr 4 A-dur (Den italienska) op. 90 (1830–33)
- Symfoni nr 5 D-dur/d-moll (Reformationssymfonin) op. 107 (1829–30)

##### Uvertyrer
- Uvertyr für Harmoniemusik C-dur op. 24 (1824)
- Uvertyr C-dur (Trumpetuvertyr) op. 101 (1825)
- Uvertyr Ein Sommernachtstraum E-dur op. 21 (1826)
  - Innehåller Mendelssohns Brudmarsch
- Uvertyr Die Hebriden h-moll op. 26
- (1829–32)
- Uvertyr Meeresstille und glückliche Fahrt D-dur op. 27 (1828–34)
- Uvertyr zum Märchen von der schönen Melusine F-dur op. 32 (1833)
- Uvertyr Ruy Blas op. 95 (1839)

##### Konserter
- Konsert för piano och stråkorkester a-moll (1822)
- Konsert för piano och orkester g-moll op. 25 (1830–31)
- Konsert för piano och orkester d-moll op. 40 (1837)
- Konsert för två pianon och orkester E-dur (1823)
- Konsert för två pianon och orkester Ass-dur (1824)
- Konsert för violin och stråkorkester d-moll (1822)
- Konsert för violin, piano och stråkorkester d-moll (1823)
- Konsert för violin och orkester e-moll op. 64 (1838–44)
- Capriccio brillant för piano och orkester h-moll op. 22 (1832)
- Rondo brillant för piano och orkester Ess-dur op. 29 (1834)
- Serenad och Allegro gioioso för piano och orkester op. 43 (1838)

##### Övriga orkesterverk
- Trauermarsch a-moll op. 103 (1836)

#### Kammarmusik
- Oktett för stråkar Ess-dur op. 20 (1825)
- Sextett för piano D-dur op. 110 (1824)
- Stråkkvintett A-dur op. 18 (1826, 1832)
- Stråkkvintett B-dur op. 87 (1845)
- Stråkkvartett Ess-dur (1823)
- Stråkkvartett a-moll op. 13 (1827)
- Stråkkvartett Ess-dur op. 12 (1829)
- Stråkkvartett D-dur op. 44,1; e-moll op. 44,2; Ess-dur 44,3 (1837–38)
- Stråkkvartett f-moll op.80 (1847)
- Vier Sätze für Streichquartett (Andante, Scherzo, Capriccio, Fuge) op. 81 (1847, 1847, 1843, 1827)
- Sonat f-moll för violin och piano op. 4 (1823)
- Sonat F-dur för violin och piano (1838)
- Sonat c-moll för viola och piano (1823–24)
- Sonat B-dur för violoncell och piano op. 45 (1838)
- Sonat D-dur för violoncell och piano op. 58 (1842–43)
- Variations concertantes för violoncell och piano op. 17 (1829)
- Konsert f-moll för klarinett, bassetthorn och piano op. 113 (1832–33)
- Konsert d-moll för klarinett, bassetthorn och piano op. 114 (1833)

#### Pianomusik
- Capriccio fiss-moll op. 5 (1825)
- Sieben Charakterstücke op. 7 (1827)
- Rondo capriccioso E-dur op. 14 (1827)
- Fantasi över en irländsk sång The last rose E-dur op. 15 (1827)
- Drei Fantasien oder Capricen op. 16 (1829)
- Fantasie fiss-moll (Sonate écossaise) op. 28 (1830)
- Sechs Präludien und Fugen op. 35 (1831–37)
- Sonat g-moll op. 105 (1820–21)
- Sonat E-dur op. 6 (1825)
- Sonat B-dur op. 106 (1827)
- Variations sérieuses d-moll op. 54 (1841)
- Variationer Ess-dur op. 82 (1841)
- Variationer B-dur op. 83 (1841)
- Lieder ohne Worte
  - Bok 1, Op.19, 1830
  - Bok 2, Op.30, 1834
  - Bok 3, Op.38, 1837
  - Bok 4, Op.53, 1841
  - Bok 5, Op.62, 1844
  - Bok 6, Op.67, 1845
  - Bok 7, Op.85, 1845
  - Bok 8, Op.102, 1845

#### Orgelmusik
- Drei Präludien und Fugen op. 37 (1836–37)
- Drei Fugen (1839)
- Präludium c-moll (1841)
- Andante con variazioni D-dur (1844)
- Allegro B-dur (1844)

### Vokalmusik

#### Oratorier
- Paulus op. 36 (1836)
- Elias op. 70 (1846; bearbetat 1847)
- Kristus op. 97 (ofullbordat), (1847)

#### Kyrklig vokalmusik
- Magnificat für Soli, Chor und Orkester (1822)
- Tu es Petrus för 5 körer och orkester op. 111 (1827)
- Kantat Christe, Du Lamm Gottes (1827)
- Kantat O Haupt voll Blut und Wunden (1830)
- Psalm 115 Nicht unserm Namen, Herr op. 31 (1830)
- Verleih uns Frieden gnädiglich för kör orkester (1831)
- Kantat vom Himmel hoch (1831)
- Kantat Wir glauben all (1831)
- Kantat Ach Gott, vom Himmel sieh darein (1832)
- Psalm 42 Wie der Hirsch schreit nach Wasser op. 42 (1837–38)
- Psalm 95 Kommt, lasst uns anbeten op. 46 (1841)
- Psalm 114 Da Israel aus Ägypten zog op. 51 (1839)
- Psalm 98 Singet dem Herrn op. 91 (1843)
- Lauda Sion op. 73 (1846)
- Te Deum (1826)
- Hora est (1828)
- Aus tiefer Not ur Kirchenmusik op. 23
- Ave Maria ur Kirchenmusik op. 23 (1830)
- Drei Motetten op. 39 (1837)
- Mitten wir im Leben sind op. 23 (1830)
- Psalm 2 Warum toben die Heiden op. 78,1 (1843)
- Psalm 43 Richte mich Gott op. 78,2 (1843–44)
- Psalm 22 Mein Gott, warum hast Du mich verlassen op. 78,3 (1844)
- Psalm 100 Jauchzet dem Herrn (1843–44)
- Sechs Sprüche op. 79 (1843–46)
- Drei Motetten op. 69 (1847)

#### Världslig vokalmusik
- Die erste Walpurgisnacht (Goethe), ballad för soli, kör och orkester op. 60 (1830–32, omarbetad 1842–43)
- Grosse Festmusik zum Dürerfest, fri blandad kör, soli och orkester (1828)
- Begrüssung, till naturforskarfesten, för manskör, blåsorkester, puka, violoncell och bas (1828)
- An die Künstler (Schiller) festsång för manskör och blåsinstrument op. 68 (1845–46)
- Körsånger för blandad kör op. 41 (1834), op. 48 (1839), op. 59 (1837–43), op. 88 (1839–44)
- Duetter op. 63 (1836-44), op. 77 (1836–47)
- Sånger för en röst och piano, op. 8 (1824–28), op. 9 (1827–30), op. 19a (1830–32), op. 34 (1832–36), op. 47 (1832–39), op. 57 (1839–42), op. 71 (1842–47), op. 84 (1831–39), op. 86 (1826–47), op. 99 (1830–45)

### Musikdramatiska verk

#### Operor och sångspel
- Die Soldatenliebschaft, 1820
- Die beiden Pädagogen, sångspel, 1821
- Die wandernden Komödianten, 1822
- Der Onkel aus Boston oder Die beiden Neffen, 1824
- Die Hochzeit des Camacho, komisk opera, op. 10 (1824–25)
- Die Heimkehr aus der Fremde, sångspel, op. 89 (1829)
- Loreley op. 98 (ofullbordad), (1847)

#### Scenmusik
- Musik till Antigone (Sofokles) op. 55 (1841)
- Musik till Ein Sommernachtstraum (Shakespeare) op. 61 (1843)
- Musik till Athalie (Racine) op. 74 (1843–45)
- Musik till Ödipus auf Kolonos op. 93 (1844–45)
- Två manskörer till Der standhafte Prinz (Calderön) (1834)

## Media
- Problem att lyssna på filerna? Mediahjälp (engelska).

## Eftermäle
Asteroiden 3954 Mendelssohn är uppkallad efter honom.